# Shana Tesh
 (février 2018).
Si vous disposez d'ouvrages ou d'articles de référence ou si vous connaissez des sites web de qualité traitant du thème abordé ici, merci de compléter l'article en donnant les références utiles à sa vérifiabilité et en les liant à la section « Notes et références ».
D'origine chilienne et espagnole, Shana Tesh est née en 1987. En 2003, elle se présente au concours À la recherche de la nouvelle star sous son vrai nom, Milady, et fait partie des tout derniers présélectionnés.
En 2004, elle sort une reprise de Porque te vas, puis, en 2006, apparait Boum Boum Boum, classé au mieux 8e au Top 50 en France. Ce single annonce un album au rythme latino, Musica.